# Fengzhou (Feng)
Fengzhou (鳳州鎮 / 凤州镇,  Fèngzhōu Zhèn) ist eine Großgemeinde im Kreis Feng, bezirksfreie Stadt Baoji, im Westen der chinesischen Provinz Shaanxi. Sie hat eine Fläche von 331 km², davon 1433 ha Ackerland. Im Jahr 2017 hatte die Großgemeinde 16.570 Einwohner, davon 11.308 in den umliegenden Dörfern. Von 1965 bis 1993 befand sich in der Hongguang-Schlucht, nordwestlich des Dorfes Guo’ansi, die Basis 067, die Vorgängereinrichtung der heutigen Akademie für Flüssigkeitsraketentriebwerkstechnik. Am 27. Juni 2019 stellte die Kreisregierung von Feng das sogenannte „Latrinenlabor“ (“厕所”实验室, ein zu einem Prüfstand für Lageregelungstriebwerke umgebautes Latrinenhäuschen) unter Denkmalschutz.
Im Dezember 2019 wurde die gesamte Basis vom Ministerium für Industrie und Informationstechnik zum Nationalen Industriedenkmal (国家工业遗产) erklärt.

## Geschichte
Die Großgemeinde Fengzhou wurde 441 während der Nördlichen Wei-Dynastie als befestigte Garnisonsstadt zur Niederhaltung der in dem Gebiet siedelnden Di (氐, ein wohl türkischer Stamm) gegründet. Dort war ab jenem Zeitpunkt der Amtssitz des Landrats von Gudao (故道县), dem heutigen Kreis Feng. Als am 1. Juni 1951 der Sitz der Kreisregierung in die Großgemeinde Shuangshipu verlegt wurde,
wurde Fengzhou zur Gemeinde herabgestuft. 1958 wurden im Rahmen des Großen Sprungs nach vorn überall in China Gemeinden in Volkskommunen umgewandelt. Fengzhou wurde zunächst zur „Volkskommune Chaoying“ (超英公社), dann 1959 der Volkskommune Shuangjiapu unterstellt, und 1961 nach dem Scheitern des Großen Sprungs nach vorn wieder als eigenständige „Volkskommune Fengzhou“ ausgegliedert.
Nach der Auflösung der Volkskommune 1984 wurde an der Haltestelle der Bahnstrecke Baoji–Chengdu die Großgemeinde Longkou (龙口镇) gegründet, heute eine Einwohnergemeinschaft und das Verwaltungszentrum der Großgemeinde Fengzhou. Einige Kilometer südwestlich, im heutigen Dorf Fengzhou, wurde die Gemeinde Fengzhou (凤州乡) eingerichtet. Im Jahr 1996 hatte die Großgemeinde Longkou eine Fläche von 41,6 km² und 19.000 Einwohner, die Gemeinde Fengzhou 203,5 km² und 5000 Einwohner. 1997 wurden Longkou und Fengzhou zur Gemeinde Fengzhou vereinigt. 2001 kam dann noch die Gemeinde Hongguang (红光乡) östlich der Bahnlinie dazu und die Großgemeinde Fengzhou wurde in ihrer heutigen Form wiedergegründet.

## Administrative Gliederung
Fengzhou setzt sich aus einer Einwohnergemeinschaft und 8 Verwaltungsdörfern zusammen.
Diese sind:
| Einwohnergemeinschaft Longkou (龙口社区), Regierungssitz der Großgemeinde; Dorf Longkou (龙口村); Dorf Baishipu (白石铺村); Dorf Dengjiatai (邓家台村); Dorf Fengzhou (凤州村); | Dorf Guo’ansi (国安寺村); Dorf Ma’anshan (马安山村); Dorf Mowan (磨湾村); Dorf Sangyuan (桑园村). |

## Basis 067
Die Basis 067 verdankt ihre Existenz dem Vietnamkrieg. 1963, als die Wirtschaftsexperten der chinesischen Regierung (Li Xiannian, Bo Yibo etc.) dabei waren, die Prioritäten für den 3. Fünfjahresplan (1966–1970) auszuarbeiten, wurde lebhaft diskutiert, ob der Schwerpunkt bei der Landwirtschaft oder bei der Industrie zu setzen wäre. Mit dem Tonkin-Zwischenfall vom 2. bzw. 4. August 1964 und den anschließenden Bombardierungen Nordvietnams einschließlich Yunnan und Hainan auf chinesischer Seite fanden diese Diskussionen ein Ende. In dem Entwurf, den die Staatlichen Planungskommission am 14. September 1965 vorlegte, spielte die sogenannte „Dritte Front“ (三线, Pinyin Sānxiàn) eine zentrale Rolle.
Als „Erste Front“ wurde die Küste definiert, wo sich damals die Hälfte der gesamten chinesischen Industrie befand, dazu noch die Mandschurei und Xinjiang, die bei einem bewaffneten Konflikt mit der Sowjetunion als erstes betroffen wären.
Als Dritte Front galt eine Linie, die von der Bahnstrecke Peking–Guangzhou im Osten, dem Wildgans-Pass im Norden und dem Nanling-Gebirge im Süden beschrieben wurde. Alles zwischen Erster und Dritter Front, also die Provinzen Anhui, Jiangxi etc. war die Zweite Front.
Wichtige Industrie sollte nun in das von der Dritten Front umschriebene Kernland verlagert oder dort neu gebaut werden, ein Gebiet, das schon die Japaner 1937–1945 nicht besetzen konnten. Bereits am 4. Januar 1965 war in Peking das sogenannte „Fünfte Forschungsinstitut“, das sich mit der Entwicklung von Raketen und Kernwaffen befasste, aus dem Verteidigungsministerium, wo es seit 1956 angesiedelt war, herausgelöst und in ein eigenes Ministerium umgewandelt worden, das „Siebte Ministerium für Maschinenbauindustrie“ (第七机械工业部, Pinyin Dì Qī Jīxiè Gōngyè Bù). Im Zusammenhang mit der Entwicklung der Mittelstreckenrakete Dongfeng 3 und der für Chinas ersten Satelliten Dong Fang Hong I gedachten Trägerrakete Changzheng 1 suchte das Siebte Ministerium nun einen neuen Standort für die Triebwerksentwicklung. Die Richtlinie für Projekte der Dritten Front lautete: „gebirgig, verteilt, versteckt“ (靠山、分散、隐蔽). Schließlich fiel die Wahl auf die Hongguang-Schlucht (红光沟) östlich von Fengzhou. Das Qin-Ling-Gebirge war und ist dünn besiedelt, gleichzeitig hatte man über die Bahnstrecke Baoji–Chengdu einen gewissen Anschluss an die Zivilisation.
Ab 1965 wurde nordwestlich des Dorfes Guo’ansi die sogenannte „Basis 067“ (○六七基地, Pinyin Líng Liù Qī Jīdì) aufgebaut, wo die Flüssigkeitstriebwerke für die chinesischen Raketen entwickelt und hergestellt wurden. Hierbei handelte es sich um eine richtiggehende Kleinstadt mit zuletzt 10.000 Soldaten und Zivilisten und deren Familienangehörigen. Die Lebensmittellieferungen aus Fengzhou – in dem engen Tal war es nicht möglich, größere Felder anzulegen – erfolgte zwar nur sporadisch, aber auf der Basis gab es ein eigenes Krankenhaus und ein eigenes Gymnasium.
Ebenfalls durch die Enge des Tals bedingt, mussten die Einrichtungen für Entwurf, Produktion und Tests über mehrere Kilometer entlang der Straße verteilt errichtet werden. Dies bot zwar einen guten passiven Schutz gegen Luftangriffe, durch die langen Wege, die die Ingenieure zurückzulegen hatten, gestaltete sich die Arbeit jedoch ineffizient.
Nichtsdestotrotz wurden dort bis 1992, also neun Jahre nach der offiziellen Einstellung der Dritten Front durch den Staatsrat der Volksrepublik China, Triebwerke der YF-Serie hergestellt.
Dann wurden die Labors und Werkstätten der Basis schrittweise in die Provinzhauptstadt Xi’an verlagert, wo die Einrichtung, nun ein Teil der China Aerospace Science and Technology Corporation, im Jahr 2001 die Bezeichnung „Akademie für Flüssigkeitsraketentriebwerkstechnik“ erhielt.
Die Prüfstände für Raketentriebwerke mit giftigen hypergolen Treibstoffmischungen der seit dem 8. April 1994 unter dem Namen „Xi’aner Prüfinstitut für Raumfahrtantriebe“ oder auch „Institut 165“ operierenden Tochterfirma der Akademie für Flüssigkeitsraketentriebwerkstechnik befinden sich jedoch noch immer auf der Basis 067.
Außerdem gibt es auf der Basis 067 einen neueren Prüfstand für die schweren, mit Raketenkerosin und Flüssigsauerstoff arbeitenden Triebwerke der Raketen der neuen Generation. So wurde dort zum Beispiel am 22. Juli 2023 das vollständige Missionsprofil eines YF-100K getestet, das ab 2027 bei der ersten Stufe und den Boostern der für bemannte Mondflüge vorgesehenen Trägerrakete Langer Marsch 10 zum Einsatz kommen soll.

## Verkehrsanbindung
Fengzhou ist seit 1956 über die Bahnstrecke Baoji–Chengdu nach Süden mit der Hauptstadt der Provinz Sichuan sowie nach Norden mit Xi’an und Peking im Osten bzw. Lanzhou und Ürümqi im Westen verbunden. Die Staatsstraße 212 verbindet Fengzhou nach Norden über den Kamm des Qin-Ling-Gebirgszugs mit Baoji und nach Süden mit der Nationalstraße 316, die von Fuzhou an der Ostküste quer durch China nach Lanzhou führt. Nach Osten führt die Meifeng-Straße (眉凤路), über die seinerzeit auch die Basis 067 versorgt wurde, durch die Hongguang-Schlucht über die Großgemeinden Hekou und Pingmu zur Staatsstraße 210 und damit wieder nach Baoji bzw. zur Nationalstraße 316.